# Doktor Foster
Doktor Foster (ang. Doctor Foster) – brytyjski serial telewizyjny emitowany od 9 września 2015 roku przez stację BBC One, zaś w Polsce od 3 sierpnia 2016 roku na kanale Ale Kino+. 

## Fabuła
Doktor Gemma Foster wiedzie szczęśliwe życie żony i matki. Pewnego dnia odnajduje długi blond włos na płaszczu swojego męża Simona. Sytuacja zasiewa w Gemmie ziarno niepewności co do wierności małżonka. Mimo zapewnień Simona o uczciwości Gemma postanawia na własną rękę poznać prawdę. Gdy jej podejrzenia okazują się słuszne, obmyśla zemstę.

## Obsada
- Suranne Jones jako Gemma Foster
- Bertie Carvel jako Simon Foster
- Clare-Hope Ashitey jako Carly
- Cheryl Campbell jako Helen Foster
- Jodie Comer jako Kate Parks
- Navin Chowdhry jako Anwar
- Victoria Hamilton jako Anna
- Martha Howe-Douglas jako Becky
- Adam James jako Neil
- Thusitha Jayasundera jako Ros Ghadami
- Sara Stewart jako Susie Parks
- Neil Stuke jako Chris Parks
- Tom Taylor jako Tom Foster
- Robert Pugh jako Jack Reynolds
- Ricky Nixon jako Daniel Spencer

## Serie
| Seria | Liczba odcinków | Emisja w Wielkiej Brytanii          | Emisja w Polsce                      |
| ----- | --------------- | ----------------------------------- | ------------------------------------ |
| 1     | 5               | 9 września 2015–7 października 2015 | 3 sierpnia 2016–17 sierpnia 2016     |
| 2     | 5               | 5 września 2017–3 października 2017 | 4 października 2017–1 listopada 2017 |

## Nagrody i nominacje
| Rok  | Nagroda                                  | Kategoria                     | Nominowani    | Wynik     |
| ---- | ---------------------------------------- | ----------------------------- | ------------- | --------- |
| 2016 | National Television Awards               | Nowy serial dramatyczny       | Doktor Foster | wygrana   |
| 2016 | National Television Awards               | Rola dramatyczna              | Suranne Jones | wygrana   |
| 2016 | Broadcasting Press Guild Awards          | Najlepszy serial dramatyczny  | Doktor Foster | nominacja |
| 2016 | Broadcasting Press Guild Awards          | Najlepsza aktorka dramatyczna | Suranne Jones | wygrana   |
| 2016 | Broadcasting Press Guild Awards          | Najlepszy scenarzysta         | Mike Bartlett | nominacja |
| 2016 | Royal Television Society Awards          | Najlepsza aktorka             | Suranne Jones | wygrana   |
| 2016 | Nagrody Telewizyjne Akademii Brytyjskiej | Najlepszy miniserial          | Doktor Foster | nominacja |
| 2016 | Nagrody Telewizyjne Akademii Brytyjskiej | Najlepsza aktorka             | Suranne Jones | wygrana   |